# Helicteres elliptica
Helicteres elliptica är en malvaväxtart som beskrevs av Tardieu. Helicteres elliptica ingår i släktet Helicteres och familjen malvaväxter. Inga underarter finns listade i Catalogue of Life.